# Ternitz
Ternitz là một thị trấn và đô thị (14.823 dân, cuối năm 2014) thuộc huyện Neunkirchen trong bang Hạ Áo của Áo, nằm tại nơi hợp lưu giữa suối Sierning và sông Schwarza, ở phía tây của đồng bằng Steinfeld. Thị trấn được chia thành các phần sau, gọi là Katastralgemeinden: Dunkelstein, Flatz, Holzweg, Mahrersdorf, Pottschach, Putzmannsdorf, Raglitz, Rohrbach am Steinfelde, St. Johann am Steinfelde và Sieding.

## Lịch sử

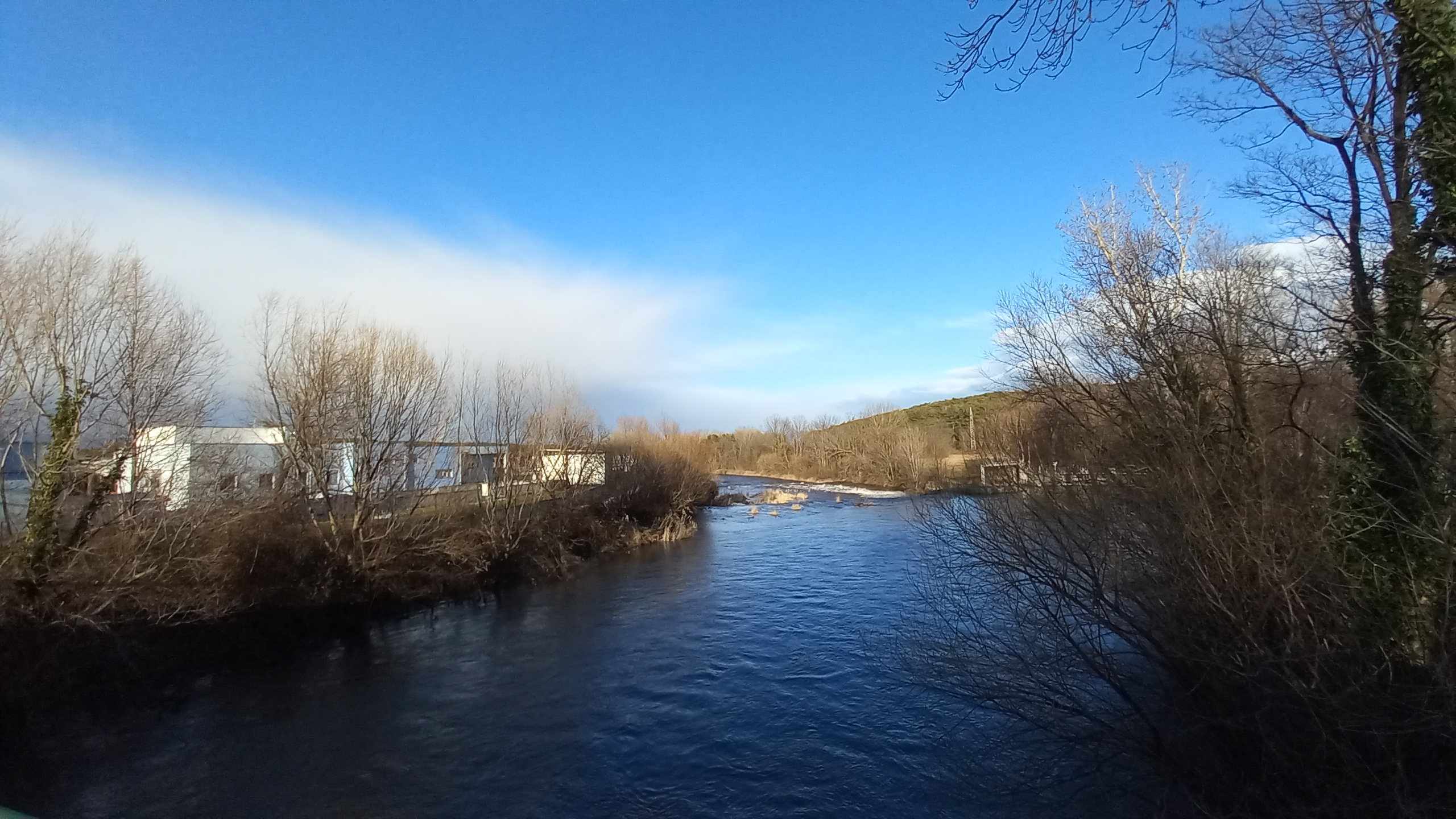
Sông Schwarza ở Ternitz

Ternitz được ghi chép lần đầu vào năm 1352 và có địa vị thị trấn từ năm 1948. Thị trấn vốn nổi tiếng là một trung tâm công nghiệp, là nơi đặt trụ sở của công ty Schoeller-Bleckmann, công ty này đã được chia tách thành 19 công ty riêng biệt vào năm 1989.